# Lövsångare
Denna artikel avhandlar arten lövsångare, för familjen, se lövsångare (familj)
Lövsångare (Phylloscopus trochilus) är en fågel som tillhör familjen lövsångare (Phylloscopidae) som tidigare ingick i den idag uppdelade familjen sångare. Den häckar i norra och tempererade Europa och Asien och är där en av regionens talrikaste fågelarter. Man räknar med att det bara i Europa finns uppemot 100 miljoner par. Den är en långflyttare och merparten övervintrar söder om Sahara. Arten minskar i antal, men beståndet anses livskraftigt.

## Utbredning och systematik

### Taxonomi
Lövsångaren beskrevs första gången taxonomiskt 1758 av Linné i hans Systema Naturae och han placerade då arten i släktet Motacilla. 1826 flyttade Friedrich Boie arten till släktet Phylloscopus där lövsångaren utgör typarten.
Tidigare placerades lövsångaren i den i dag uppdelade familjen sångare (Sylviidae). Numera placeras den i familjen lövsångare (Phylloscopidae).

### Utbredning

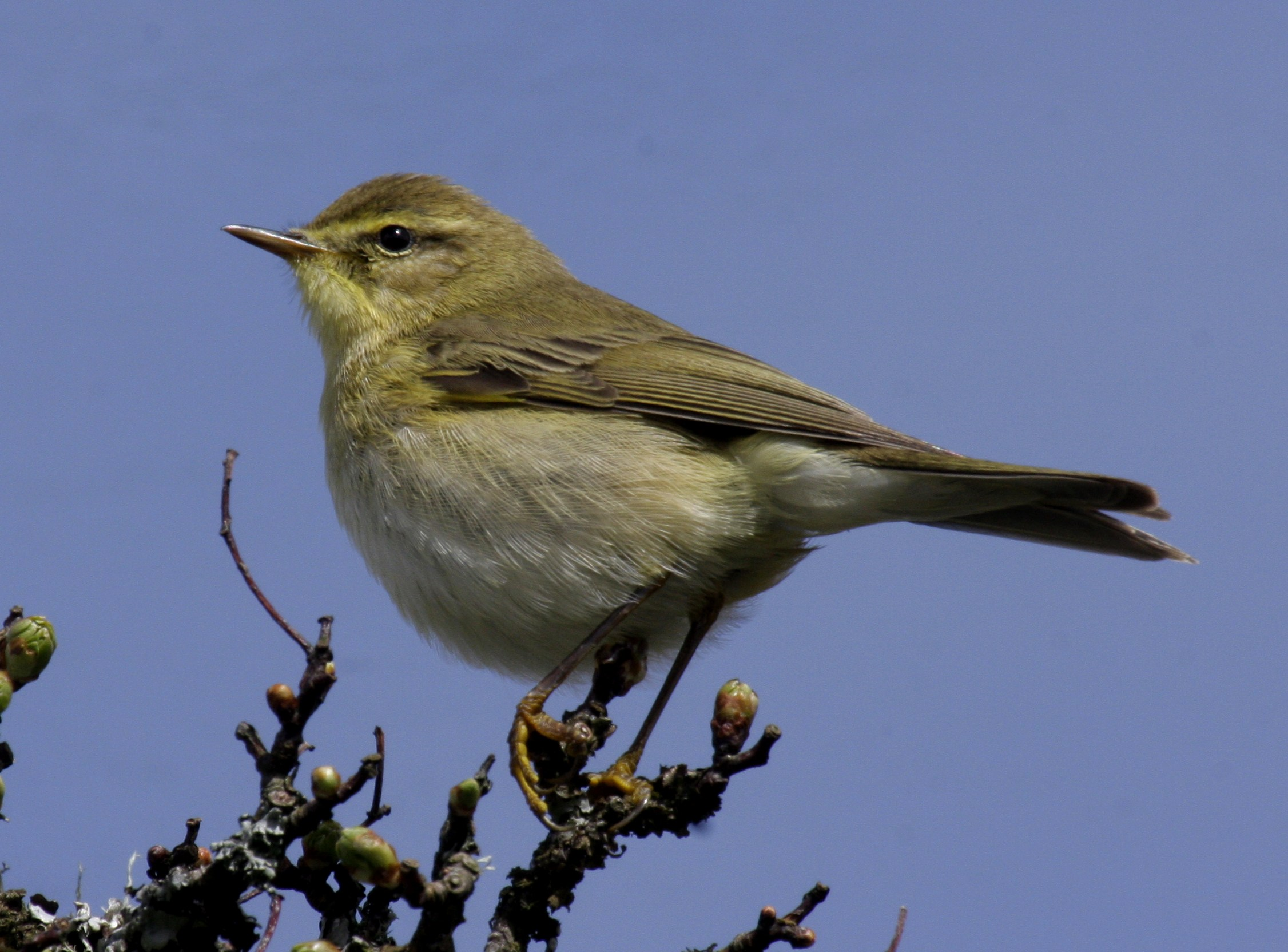

Lövsångaren häckar i Storbritannien, i centrala och norra Europa (dess sydligaste häckningsplatser återfinns i norra Spanien) i hela Skandinavien, i Ryssland nästan ända bort till Berings sund. Den har sina vinterlokaler i södra och mellersta Afrika. Den brukar delas upp i tre underarter:
- Phylloscopus trochilus trochilus (sydlig lövsångare[5]) – nominatformen häckar på brittiska öarna, i centrala och södra Europa, norr ut till södra Skandinavien och österut till Rumänien och Balkan; övervintrar i Västafrika[6]
- Phylloscopus trochilus acredula (nordlig lövsångare[5]) – häckar i centrala och norra Skandinavien, österut till Jenisejfloden, och söderut till Volgas nedre lopp, i norra Kazakstan och i Sajanbergen i södra Sibirien; övervintrar i östra och södra Afrika[6]
- Phylloscopus trochilus yakutensis ("östlig lövsångare") – häckar i centrala och östra Sibirien; övervintrar i södra Afrika[4]

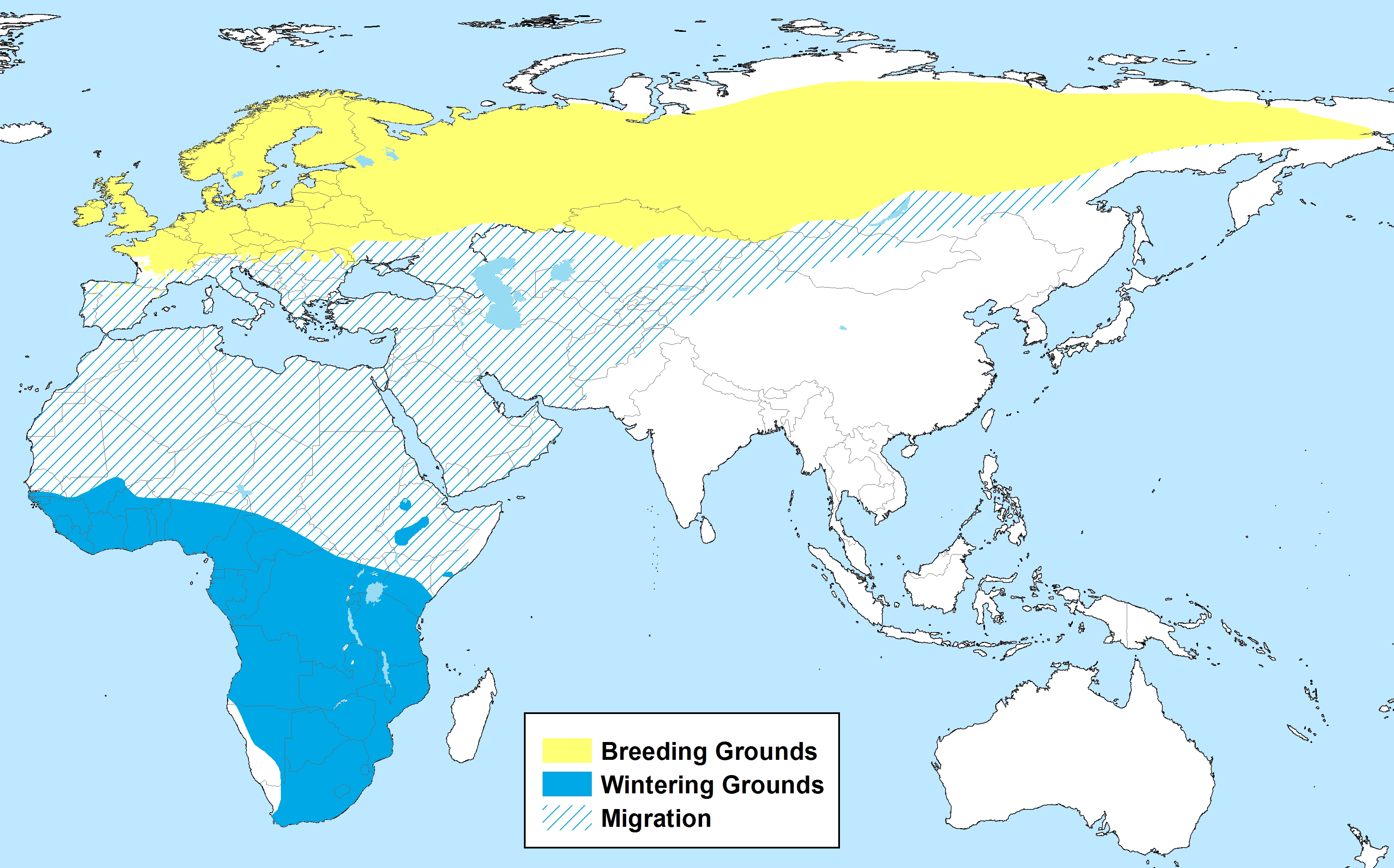
Lövsångarens utbredningsområde, där gult betecknar vistelse häckningstid, blått övervintringsområde och blåstreckat förekomst under flyttningen.

### Förekomst i Sverige
Två av lövsångarens tre undrarter häckar i Sverige. Den sydliga lövsångaren P. t. trochilus och den nordliga P. t. acredula. Dessa båda populationers utbredningsområden möts ungefär längs med en linje som sträcker sig från norra Hälsingland till nordligaste Dalarna. De båda underarterna uppvisar olika flyttvägar och afrikanska övervintringslokaler. De sydskandinaviska fåglarna flyttar mot sydväst till tropiska Västafrika medan de nordliga flyttar mot sydöst till östra och södra Afrika. Den tredje underarten P. t. yakutensis har observerats och ringmärkts i Sverige.

## Utseende och läte
Lövsångaren är en liten och nätt fågel med ljust gröngul fjäderdräkt och en smal spetsig näbb. Dess rygg och hjässa är olivgrön och den har ett kraftigt markerat ljusgult ögonbrynsstreck. Strupen är ljust gröngul och bröstet, buken och undergumpen vit eller gulvit. Vingarna saknar vingband. Handpenneprojektionen är ungefär lika lång som tertiallängden. Benen är brunskära men kan också ha en mörkare brun ton. 
För den ovana lyssnaren kan sången påminna om bofinkens, en annan vanlig häckfågel i Norra Europa. Lövsångaren har emellertid en betydligt mjukare, vemodigare röst och dess sång saknar bofinkens avslutande, crescenderande ”knorr”. Lövsångarstrofen inleds med några höga toner, för att sedan avrundas med en graciöst försvinnande musikalisk gest ut i intet. Sången hörs flitigt under vår och försommar.
Dess vanligaste lockläte är en mjukt tvåstavig uppåtvissling huit, och oftast med betoning på första stavelsen. Lätet påminner om rödstjärtens som dock ofta avslutar med smackande läten.

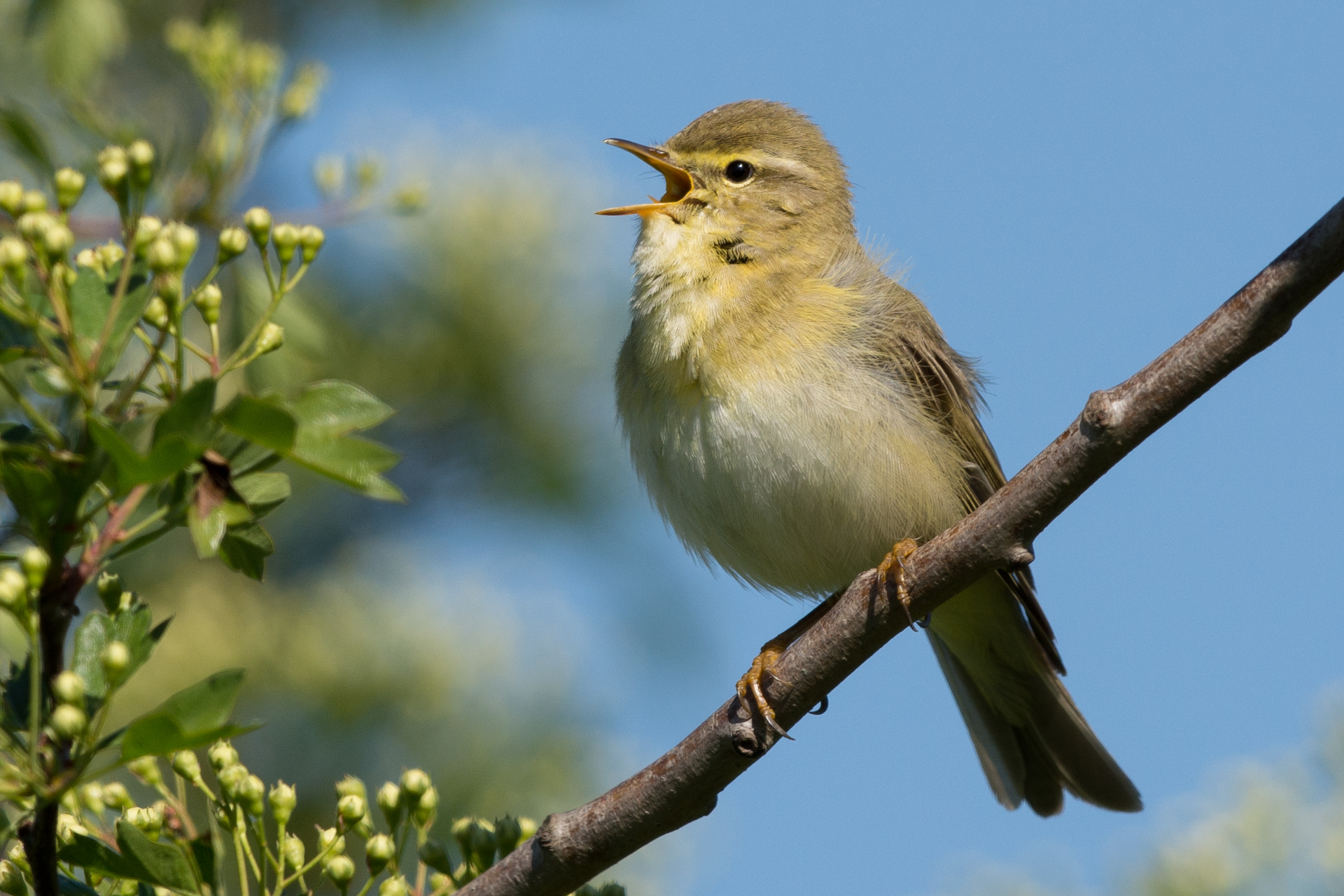

## Ekologi
Trots att lövsångaren är allmän är den ganska okänd hos allmänheten. Mest uppehåller den sig dold i vegetationen men visar sig ändå mer än många andra sångare. I sitt revir har lövsångarhanen särskilda sångplatser, dit den återvänder för att sjunga. I reviret kan hanen aggressivt jaga bort andra inkräktande hanar.

### Biotop
Lövsångaren häckar i all slags skogsmark; barr- bland- löv- och fjällbjörkskog, i dungar, parker och trädgårdar. Dock föredrar den lövskog och häckar oftare i ljusare partier av skogen, till skillnad från gransångare, och återfinns ofta vid gläntor och skogsbryn.

### Häckning
Lövsångaren bygger oftast sitt bo på marken eller i en tuva, inte sällan i skydd av en nedhängande gren eller på annat sätt väl dolt. Boet är i det närmaste sfäriskt, byggs av grövre grässtrån och mossa, och fodras med fjädrar. Merparten lägger fyra till åtta ägg i början av juni, som honan ruvar i tolv till 14 dygn. Båda föräldrarna tar hand om ungarna som är flygfärdiga efter elva till 15 dygn efter att de kläckts. Lövsångaren lägger ofta två kullar per häckningssäsong.

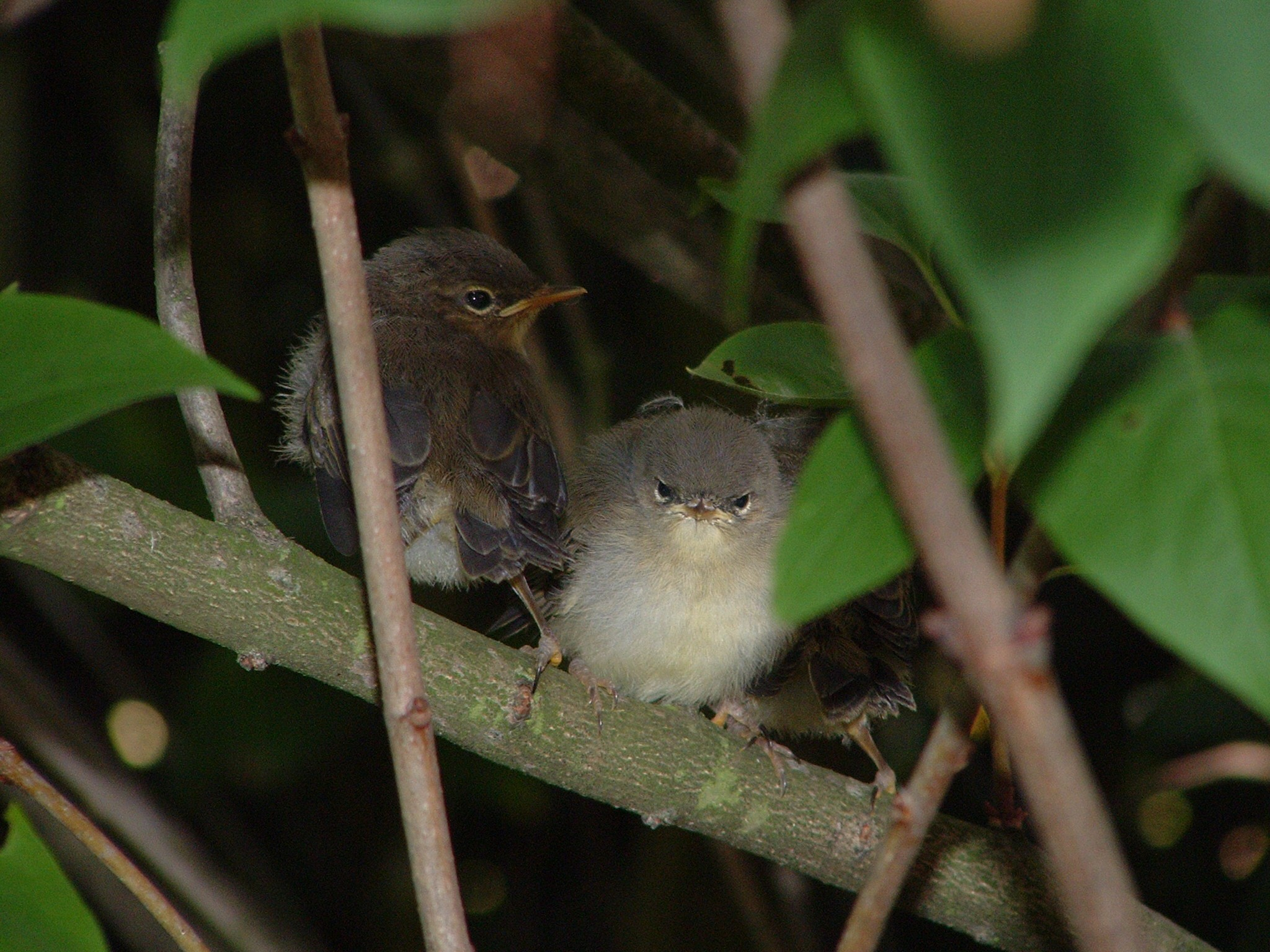
Juvenila lövsångare.

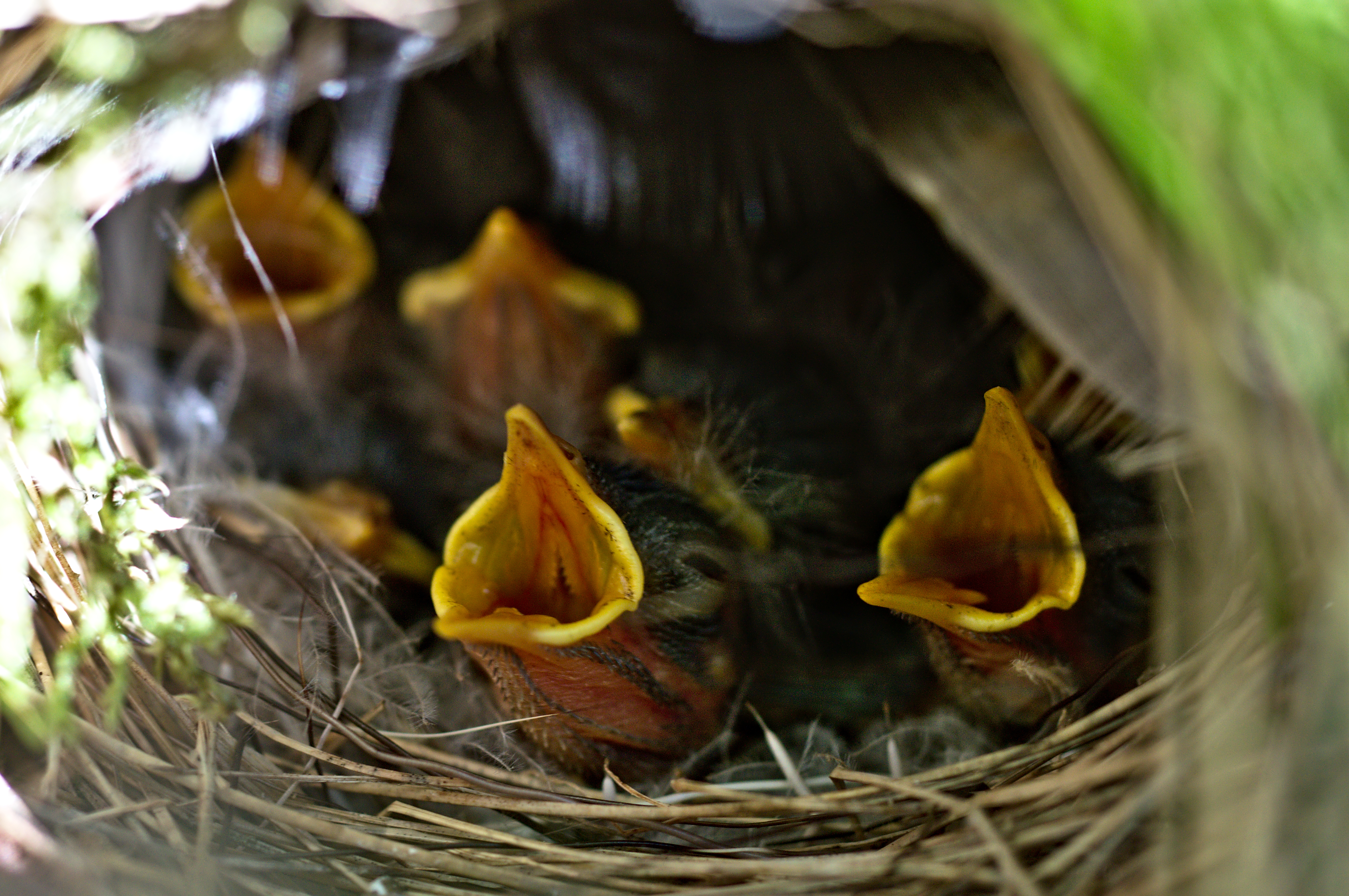
Ungar i ett bo byggt på marken.

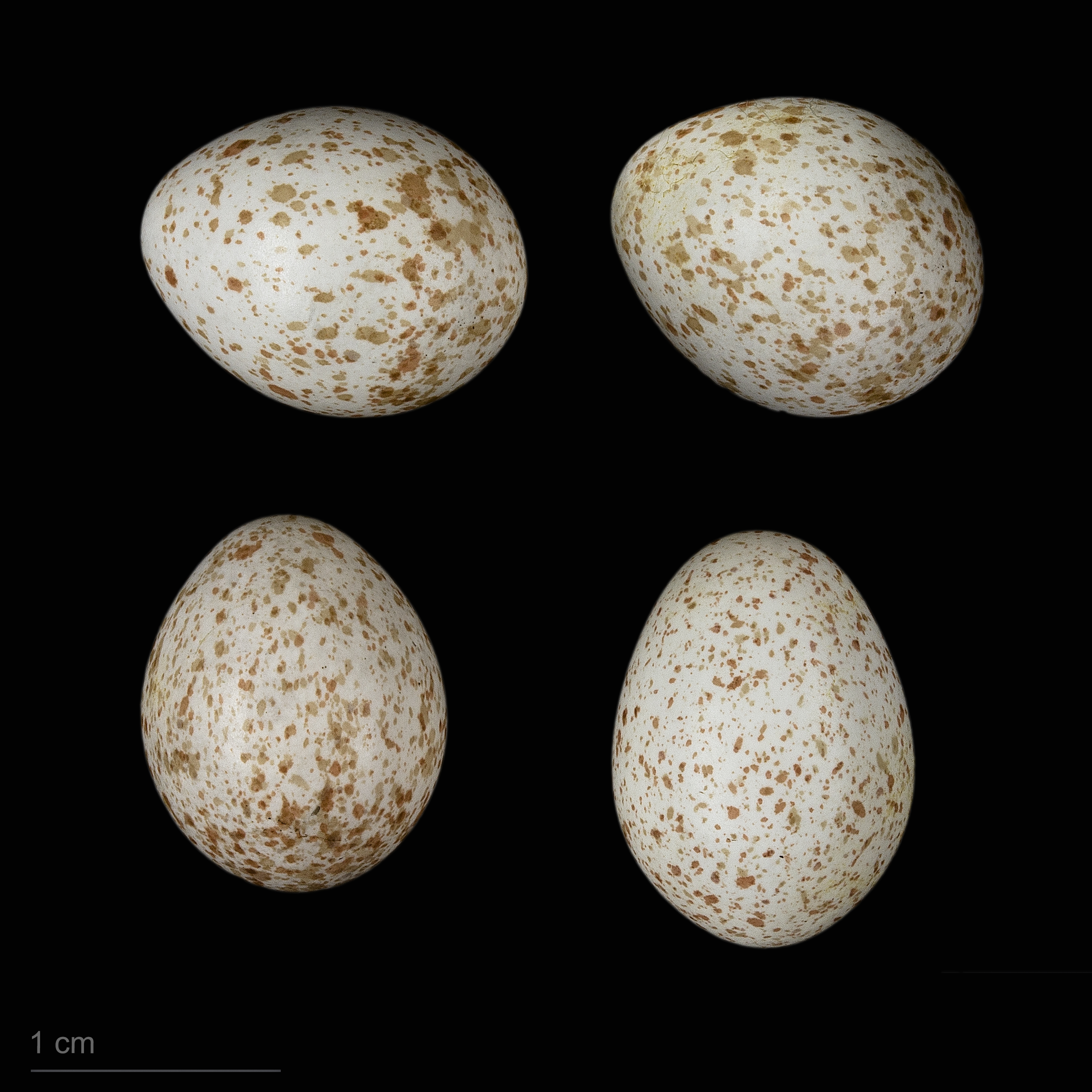
Phylloscopus trochilus

### Föda
Lövsångaren är rastlös och rör sig snabbt vid födosök, både i de nedre och övre delarna av vegetationen. Oftast plockar den byten ifrån blad och grenverk men ses ibland göra utfall i luften mot flygande insekt. Lövsångaren lever mest av insekter och spindlar, men tar även bär under hösten.

## Lövsångaren och människan

### Status och hot
Lövsångaren är en vida spridd och mycket allmän art som dock minskar i antal. Internationella naturvårdsunionen IUCN kategoriserar den som livskraftig. Världspopulationen uppskattas till mellan hela 236 och 358 miljoner vuxna individer.
I Sverige anses lövsångaren vara landets vanligaste fågel. 2018 uppskattades det svenska beståndet till över 13,2 miljoner par, fördelade på knappt 7,6 miljoner för den sydliga och 5,6 miljoner för den nordliga underarten. med 13,2 miljoner häckande par uppskattade 2012 Även här minskar den dock i antal, med hela 40–46 procent de senaste 30 åren, men med 3–9 procent de senaste tio.

### Namn
Det vetenskapliga namnet härleds ur gammalgrekiska. Släktnamnet Phylloscopus härstammar från phullon, som betyder "löv", och skopos, som betyder "sökare" (från skopeo, "att titta"), och artepitetet trochilus kommer från trokhilos, som betyder "smyg", som i gärdsmyg. En annan uttydning av namnet är "snabblöpande lövskådare".
Utifrån det vetenskapliga namnet är det därför inte underligt att lövsångaren förr har kallats lövsmyg. I Finland har den dialektalt kallats jolkrypar och Lill-mammå.
| Namn       | Trakt                         | Referens |
| ---------- | ----------------------------- | -------- |
|            |                               |          |
| Jolkrypar  | Finland (Karleby)             | [ 14 ]   |
| Lill-mammå | Finland, (Gamlakarleby)       | [ 15 ]   |
| Lövsmyg    | Fordom allmänt i hela Sverige | [ 13 ]   |